# Panenský Týnec (zámek)
Panenský Týnec je původní klášter přestavěný na zámek ve stejnojmenném městečku v okrese Louny. Vznikl po roce 1797 úpravou budov zrušeného kláštera klarisek založeného na konci třináctého století. Od roku 1964 je areál s číslem popisným 10 chráněn jako kulturní památka, Z památkové ochrany byl vyňat tzv. nový zámek zbořený v roce 1971.

## Historie

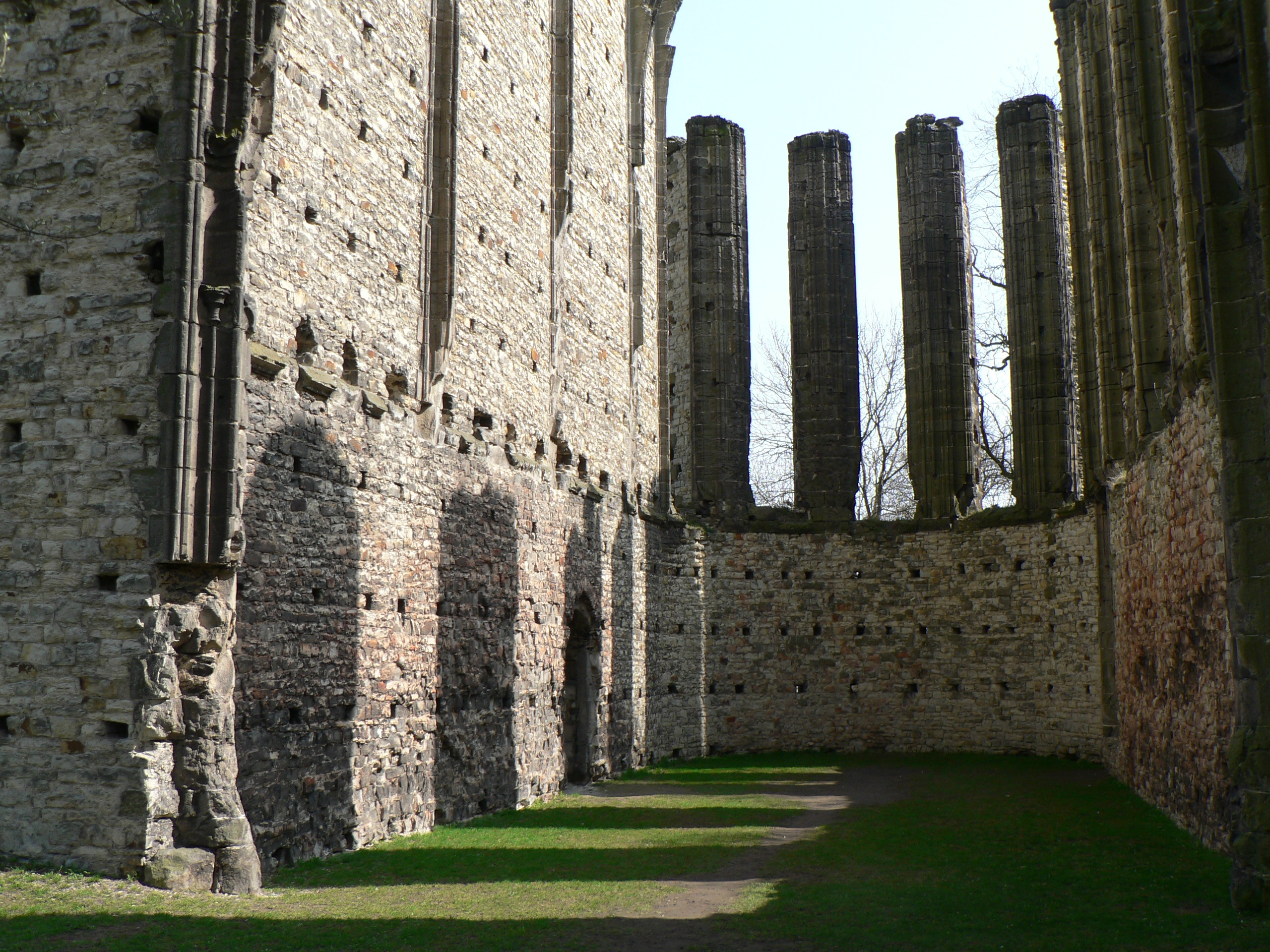
Nedostavěný kostel Panny Marie

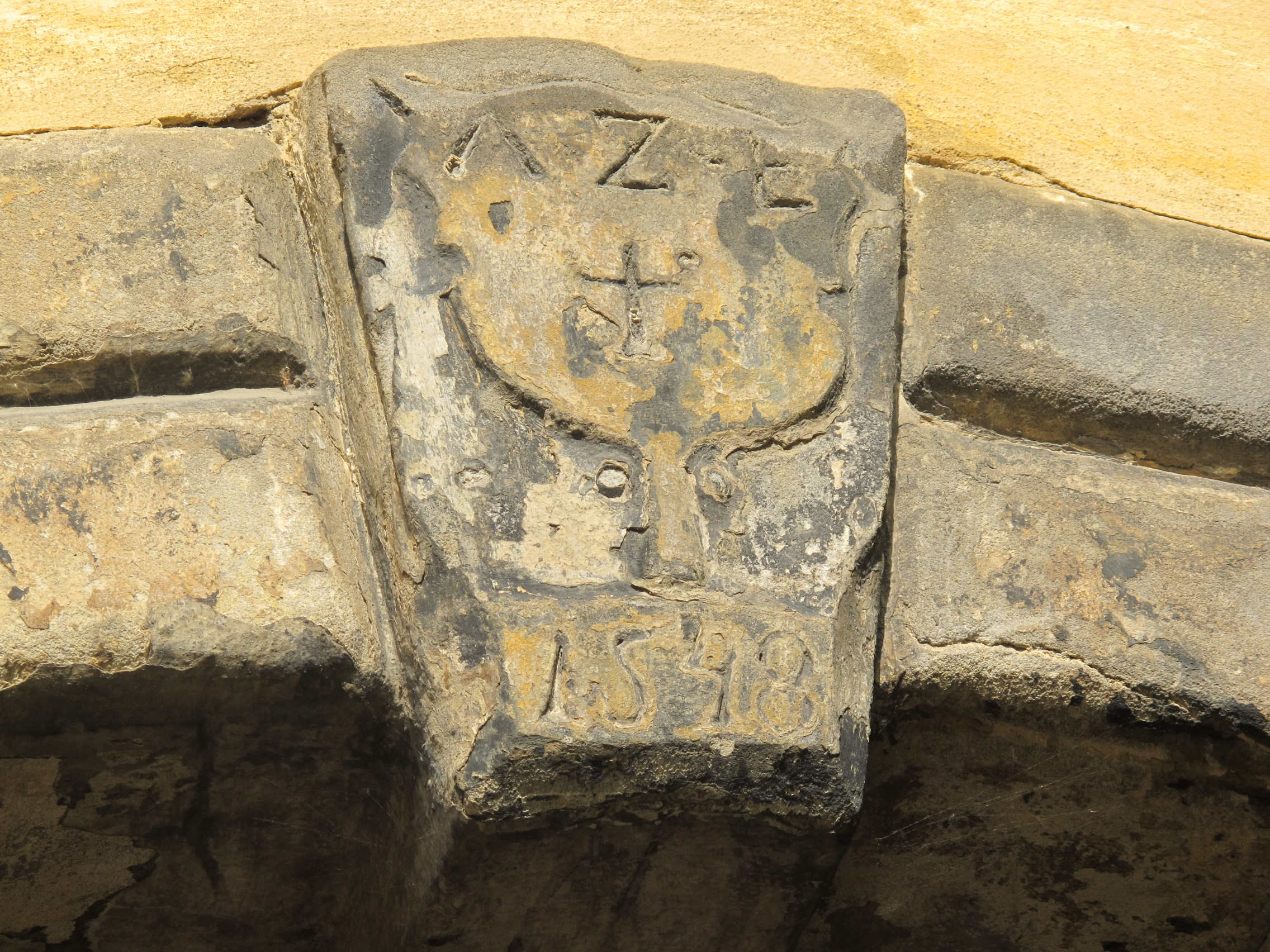
Klenák renesančního portálu

Vesnici původně vlastnil kladrubský klášter, ale v průběhu třináctého století ji získali pánové ze Žerotína. Povýšili ji na městečko, ve kterém založili klášter klarisek. Zakladatelem byl buď okolo roku 1280 Plichta ze Žerotína, nebo v roce 1293 Habart ze Žerotína.
Okolo roku 1371 byla zahájena stavba velkého kostela ve stylu parléřovské gotiky přerušená v roce 1382 požárem. Přestože byla později znovu obnovena, znamenal začátek husitských válek definitivní ukončení stavby. V roce 1420 byl klášter husity vypálen, a jeptišky musely odejít do Anežského kláštera v Praze. Když byl zničen i ten, vrátily se do Panenského Týnce, kde Jaroslav a Plichta ze Žerotína nechali klášter před rokem 1443 obnovit. Po vymření pánů ze Žerotína připadlo panství Lobkovicům a později Zajícům z Hazmburka, kteří klášter podporovali až do roku 1497, kdy panství získali jiní majitelé.
V roce 1548 byla na základech zdiva původní postavena nová renesanční klauzura, jejíž součástí byla kaple Nejsvětější Trojice s hrobkou Žerotínů. V roce 1624 císař Ferdinand II. obnovil pražský Anežský klášter a jeptišky se přestěhovaly do Prahy. Po požáru 28. listopadu 1643 abatyše klarisek Anna Klára z Bystřice oznámila, že zničený klášter v Panenském Týnci je v takovém stavu, že jej opustila. Správní centrum statku a letní rezidence abatyše byla pronajata minoritům. Klášterní budovy chátraly, a kaple s žerotínskou hrobkou zanikla docela.
Po zrušení kláštera císařem Josefem II. v roce 1782 připadl jeho majetek náboženskému fondu, od kterého statek koupil pražský měšťan Jan Tuscany, jehož potomkům patřil až do roku 1854. Tuscanové v první polovině devatenáctého století přestavěli konventní budovu kláštera na zámek a na místě zaniklé hrobky postavili roku 1842 tzv. nový zámek. Dalšími majiteli se stali Vojtech Renner s dědici a od roku 1872 hraběnka Terezie Herbersteinová. Jejímu rodu patřil až do roku 1945, po kterém v něm byly zřízeny byty a mateřská škola. Byty byly také v novém zámku, který byl v šedesátých letech dvacátého století zbořen, a zachovaly se z něj pouze podzemní prostory.

## Stavební podoba
Zámek stojí na výrazné terénní hraně, takže zatímco na jižní straně je průčelí jednopatrové, na severu je budova pouze přízemní. Ve sklepních prostorách zámku se dochovalo gotické zdivo původního kláštera. Tvoří je dvě klenuté místnosti rozdělené mladšími příčkami na šest místností. Přízemí má půdorys o rozměrech 29 × 11 metrů a místnosti s plochými stropy. Jižní průčelí zdůrazňuje trojúhelníkový vikýř a na opačné straně se nachází balkon na čtyřech ozdobných konzolách a polokruhovitě zakončený renesanční portál. Na hlavní budovu navazují další dvě menší křídla připojená v tupém úhlu.